# 多田頼盛
多田 頼盛（ただ よりもり）は、平安時代末期の武将。源頼盛とも。摂津源氏（多田源氏）源行国の長男。官位は従五位下・蔵人、摂津守。

## 略歴
平安中期に源満仲によって拓かれた多田荘を継承した多田源氏の7代目惣領であったが、弟・頼憲とは多田荘の相続を巡り対立した。当時、多田源氏が代々近侍してきた摂関家は、藤原忠通・頼長兄弟の対立により分裂状態にあった為、弟の頼憲が頼長に仕えたのに対し頼盛は忠通に仕えた。そして、仁平3年（1153年）に父・行国が死去すると、頼憲との遺領を巡る対立は摂津国内において激しい合戦となるまでに発展した（『本朝世紀』同年閏12月1日条）。
その後の保元の乱では、頼盛は忠通に近侍していた事から後白河天皇方として参陣し、数百の郎党を率いて天皇の警護の任に就くなどした（『兵範記』保元元年（1156年）7月11日条）。一方、弟の頼憲は崇徳上皇方として出陣しており、天皇方の頼盛は勝利したが、敗れた上皇方の頼憲は嫡子と共に斬首された。これにより多田荘は頼盛の嫡子・行綱に継承された。

## 系譜
- 父：源行国
- 母：不詳
- 妻：不詳
- 生母不明の子女
  - 男子：多田行綱
  - 男子：多田知実
  - 男子：能瀬高頼
  - 男子：多田高実 - 高松院蔵人